# ویتو (گروه موسیقی)
ویتو، یک گروه موسیقی ایندی راک دانمارکی است که از سال ۲۰۰۴ فعالیت می‌کند. در سال ۲۰۰۹ گروه ویتو جایزه بهترین گروه موسیقی دانمارک را دریافت کرد.

## آلبوم‌ها
| سال انتشار | نام آلبوم                      |
| ---------- | ------------------------------ |
| ۲۰۰۶       | There's a Beat in All Machines |
| ۲۰۰۸       | Crushing Digits                |
| ۲۰۱۱       | Everything Is Amplified        |
| ۲۰۱۳       | Point Break                    |
| ۲۰۱۸       | 16 Colors                      |